# 13115 Jeangodin
13115 Jeangodin (tên chỉ định: 1993 SU6) là một tiểu hành tinh vành đai chính. Nó được phát hiện bởi Eric Walter Elst ở Đài thiên văn La Silla ở Chile ngày 17 tháng 9 năm 1993. Nó được đặt theo tên Jean Godin des Odonais, an 18th-century French cartographer và naturalist; he và his wife, Isabel, were separated for over twenty năm in different parts of South America.